# Ланкаран (судно)

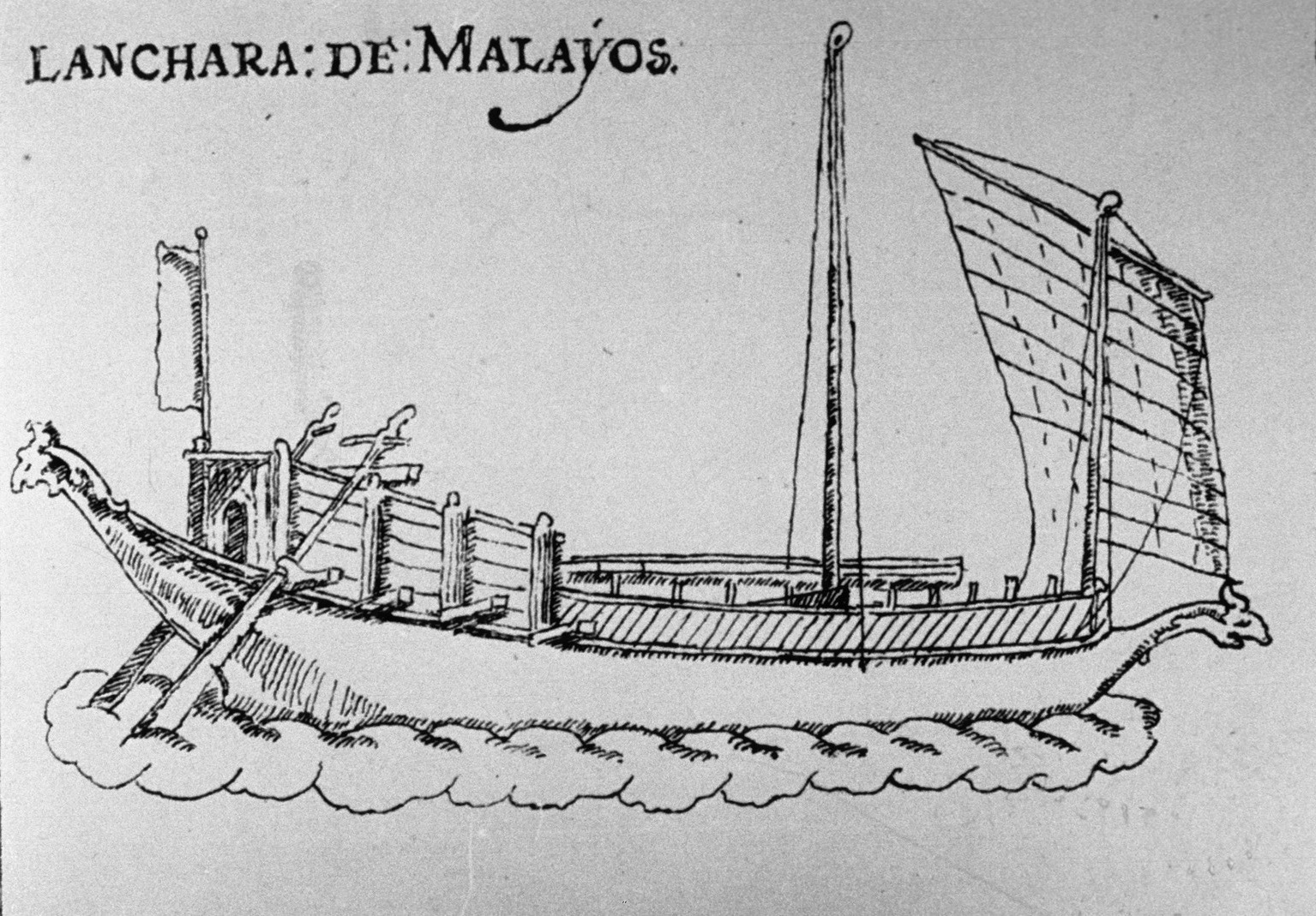
Ланкара, на малюнку Мануеля Годіньо де Ередіа, 1600 рік.

Ланкаран — тип вітрильно-весельного судна, який широко використовували на островах Південно-Східної Азії. Хоча ланкаран схожий за формою на середземноморські галери, цей тип судна був основою регіонального флоту ще до того, як до регіону потрапили перші європейські кораблі.

## Етимологія
Термін ланкаран походить від малайського слова lancar, що означає «швидкий», «моторний» і «швидкість без зусиль». Таким чином, слово ланкаран можна інтерпретувати як «швидке судно».

## Опис

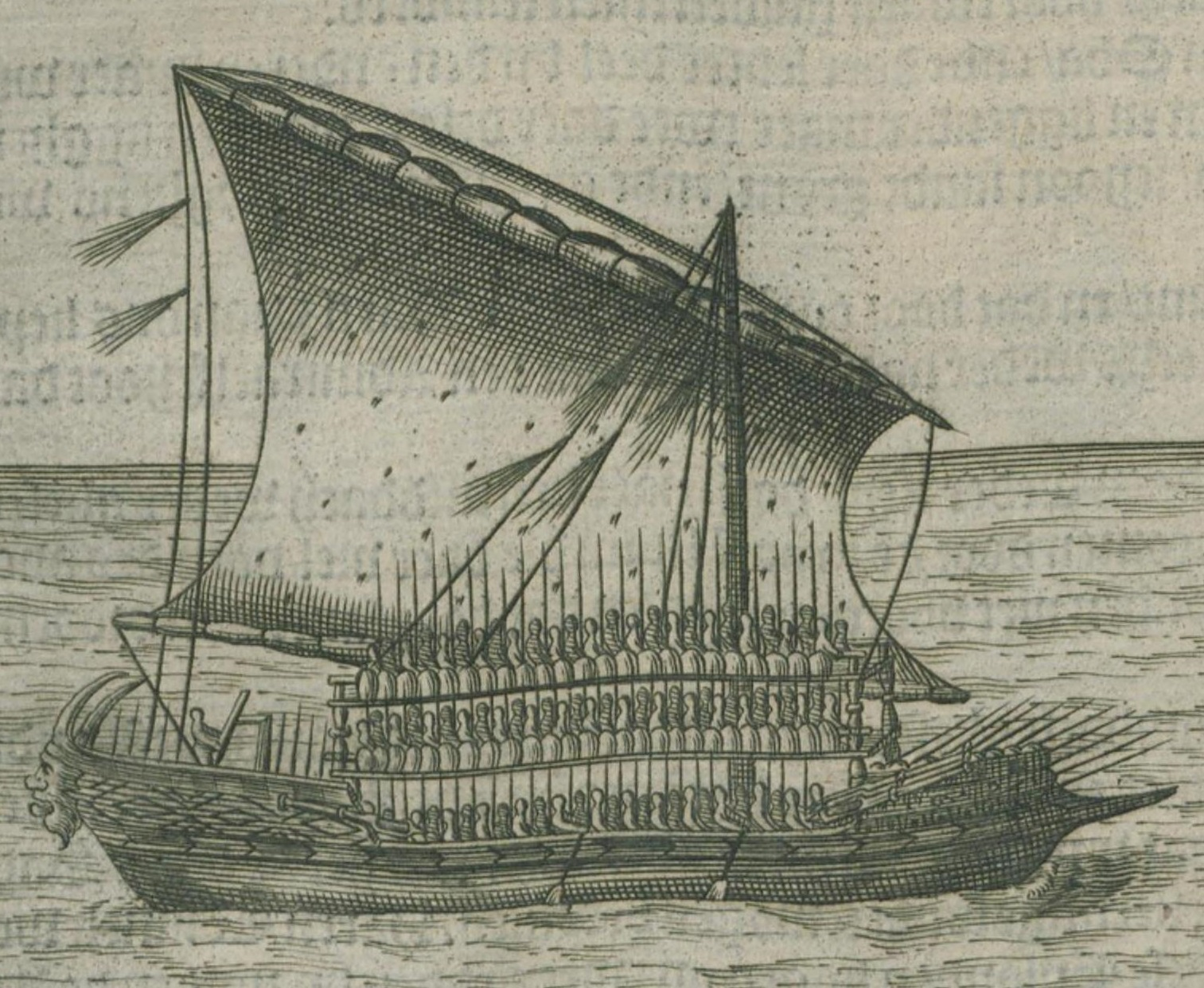
Галера або ланкаран з Мадури, 1601 рік. Зверніть увагу на «балай» (підняту бойову платформу), три кетбанги, спрямовані вперед, і принаймні один кетбенг, розташований біля кормової частини корабля.

Ланкаран був швидким судном, яке приводилось в рух за допомогою весел та вітрил, а управлялось двома кормовими веслами, по одному з обох боків корми. Ланкарани приблизно дорівнювали за довжиною сучасним їм галерам, але були вищі за них. Вони мали одну, дві або три щогли і були озброєні вітрилами типу танджа (косі прямокутні вітрила) або джонковими вітрилами. Екіпаж ланкарана складав від 150 до 200 чоловік. Ланкаран міг бути оснащений кількома гарматами малайського типу «лела» (середня гармата еквівалентна фальконету) і вертлюжними гарматами типу «сетбанг» і «ретака». Відмінною рисою від галери є наявність у ланкарана піднятої бойової платформи (званої балай), на якій зазвичай розміщувались воїни для ведення абордажного бою. Вантажний ланкаран міг перевозити 150 тонн вантажу. Ланкаран з королівства Зунда мав унікальні щогли у формі журавля зі сходинками між ними для полегшення управління.

## Використання
Ланкарани використовували як для військової справи, так і для торгівлі. У XIV—XV ст. в королівствах Сінгапур і Сунгай-Рая було по 100 трищоглових ланкаранів. Під час нападу султанату Демак на португальську Малакку в 1513 році, ланкарани використовували як транспортні засоби для транспортування і висадки військ поряд із кораблями типу пенджаджап і келулус, оскільки яванські джонги були занадто великими, щоб підійти близько до берега. Разом з джонками та пенджажапом, ланкаран був одним з типів судів, яких описав Томе Піріш після свого першого відвідання Малакки.

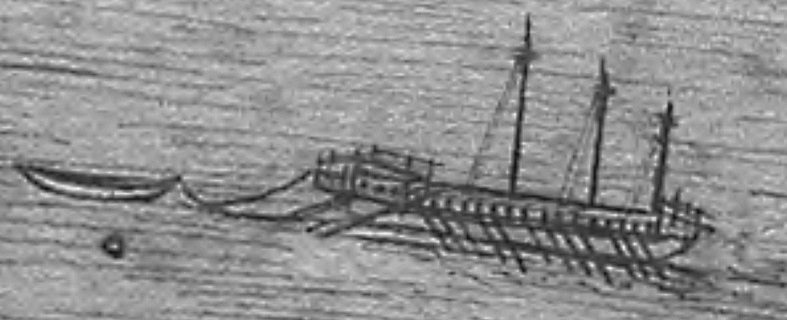
Судно, схоже на ачехську галеру, що буксирує менший човен під час облоги Малакки 1568 року. Корабель має 3 щогли і подвійну чверть керма, також приводиться в рух 12-рядними веслами. Оскільки він має 3 щогли, це може бути "ланкаран бертіанг тига".

Є згадки про те, що королівський ланкаран з островів Лінґа міг перевозити 200 осіб і був розміром з галеас (тобто більшим за звичайні галери). Звичайні ланкарани з Пасая під командуванням яванских капітанів могли перевозити 150 осіб. Є згадки про великі яванські кораблі з екіпажами в 300 осіб. 1520 року менші ланкарани з Бінтану і Пахангу були озброєні тільки однією гарматою (вертлюжна гармата, що, найімовірніше, належали до типу cetbang), але також мали на озброєнні стріли і списи. Згідно зі звітом Ніколау Перейра про облогу Малакки султанатом Ачех в 1568 році, ачехський флот складався переважно з ланкаранів. Ці судна мали два ряди весел і дорівнювали по довжині галерам. Анонімна робота, що описує облогу 1568 року, згадує про корабель з подвійними кермовими веслами і трьома щоглами, що схожий на трищогловий ланкаран («ланкаран бертіанг тига»), який згадується в малайських текстах.